# Ivieolus inflaticollis
Ivieolus inflaticollis är en skalbaggsart som beskrevs av Henry Fuller Howden och Gill 2001. Ivieolus inflaticollis ingår i släktet Ivieolus och familjen Hybosoridae. Inga underarter finns listade i Catalogue of Life.